# Подбочје
Подбочје (словен. Podbočje) је насељено место у општини Кршко, Посавска регија, Словенија.

## Историја
До територијалне реорганизације у Словенији било је у саставу старе општине Кршко.

## Становништво
У попису становништва из 2011., Подбочје је имало 314 становника.
| Број становника према пописима | Број становника према пописима | Број становника према пописима |
| ------------------------------ | ------------------------------ | ------------------------------ |
| 1991                           | 2002                           | 2011                           |
| 299                            | 336                            | 314                            |

Напомена: До 1952. исказивано под именом Свети Криж при Костањевици.